# Animefigura

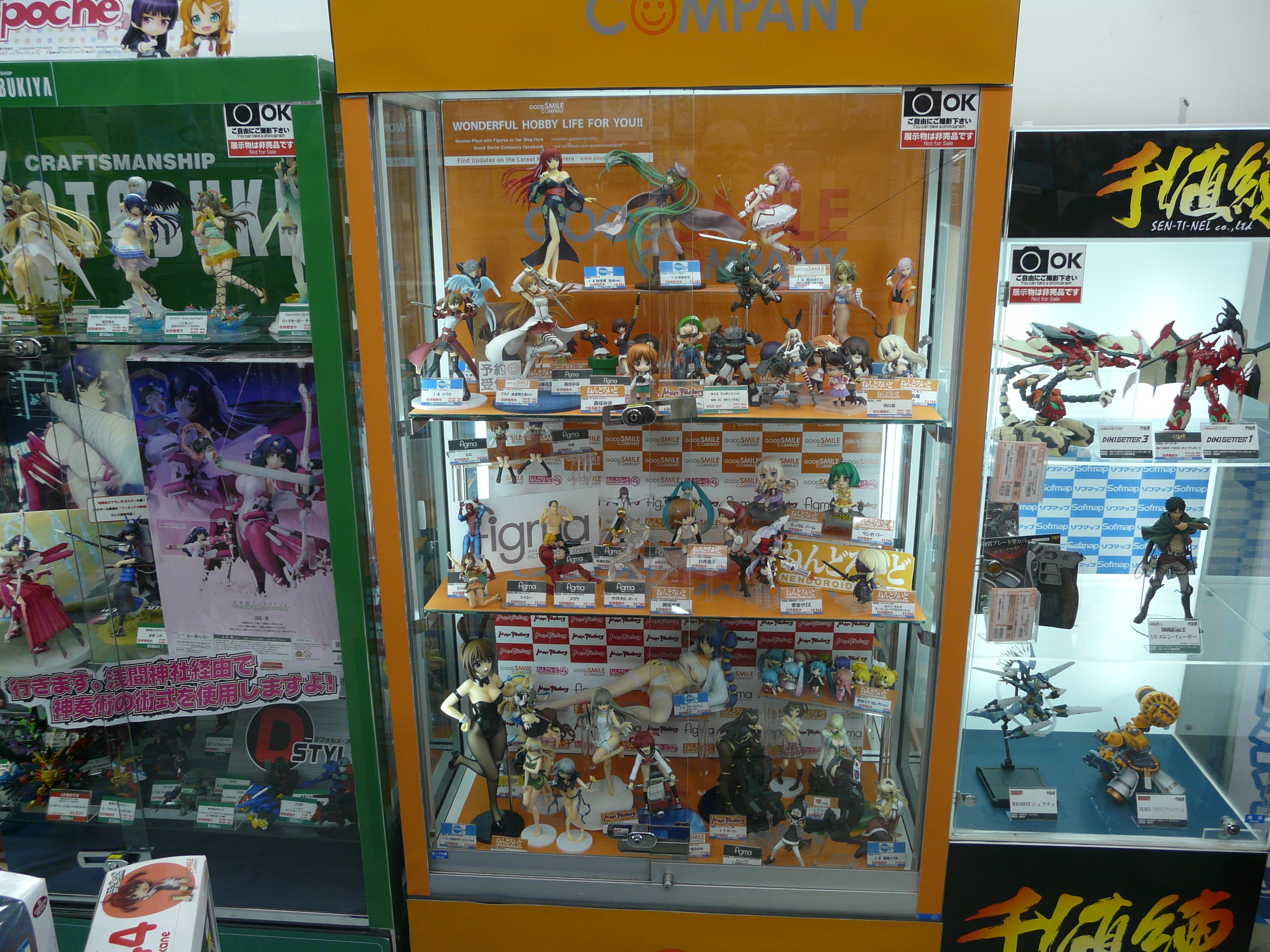
Tipikus japán animefigurák egy üzlet kirakatában

Az animefigura animék, mangák vagy anime stílusú videójátékok szereplőinek három dimenzióban megalkotott játékmodellje. A figurákat általában nyereményfiguráknak (prize figure), méretarányos figuráknak (scale figure) és egyebeknek osztályozzák, a nyereményfigurák olcsóbbak (néhány ezer jen), és gyakran használják a karmos játékgépek (claw machine) nyereményeiként, míg a méretarányos figurák gyűjtői darabok, több száz és több ezer dollárba (több tízezer jen) is kerülhetnek.
Számos japán és kínai tulajdonú cég gyárt és értékesít anime figurákat, ugyanazon figurák árai azonban nagy eltéréseket mutatnak a figura eredetiségétől és minőségétől függően. Az eredeti figurák általában olyan karakterek figurái, amelyekre az alkotók engedélyt adnak, ami a licencdíjak miatt jelentősen magasabb árakhoz vezet. A következetességük és minőségük miatt a legismertebb gyártók közé tartozik a Good Smile Company, az Aniplex, a Hot Toys, a Bandai, a Kotobukiya, az Apex Toys, az Alter és mások.
Az animefurák gyűjtése népszerű hobbi az otakuk körében, akiket a figure moe zoku kifejezéssel is illetnek Japánban. Az animefurák értékesítése teszi ki a japán globális animációs kereskedelmi piac nagy részét, ami a becslések szerint körülbelül 500–700 milliárd jen bevételt eredményez évente.

## Történet
Az animefigurák és szobrok az 1960-as évekig vezethetők vissza, amikor még az anime is új és feltörekvő médium volt Japánban. Az egyik első animefigura Astro Boy volt, amelyet az anime és manga egyik úttörője, Tezuka Oszamu alkotott meg. A szereplő szobra egyszerű és aranyos volt, megragadva ikonikus megjelenését és személyiségét. Más korai animefigurák és szobrok közé tartozott Gigantor, egy óriási robot és Speed Racer, egy versenyautó-pilóta.
Az 1980-as és 1990-es években, ahogy az anime egyre szélesebb közönséghez jutott el és egyre változatosabbá vált műfajilag és témáit tekintve, az animefigurák és szobrok is népszerűbbé és változatosabbá váltak. A korszak legmeghatározóbb animefigurái és szobrai a Dragon Ball Z, a Sailor Moon és a Gundam Wing sorozatok szereplőit ábrázolták. A Dragon Ball Z-figurák és szobrok a dinamikus pózukról, a részletgazdagságukról és színes dizájnjukról váltak ismertté. A Sailor Moon-figurák és szobrok leginkább a női rajongók között váltak népszerűvé, a karakterek szépségének, eleganciájának és erősségének visszaadásával. A Gundam Wing robotjainak figurái és szobrai méretük, összetettségük és valósághűségük miatt váltak népszerűvé. Az 1980-as évektől kezdtek elterjedni a rajongók által házilag készített garage kitek.
A 2000-es években az animefigurák és szobrok mennyisége és minősége is tovább emelkedett, miközben az anime globális jelenséggé és a kulturális fősodor részévé vált. A figurák többsége olyan, világszinten sikeres és népszerű sorozatokból készült, mint a Naruto, a Bleach vagy a One Piece. A 2010-es és 2020-as években tovább nőtt az animék és velük együtt a figurák és szobrok népszerűsége és újfajta figuratípusok terjedtek el, mint a Nendoroid, a Figma vagy a Pop Up Parade.

## Típusok

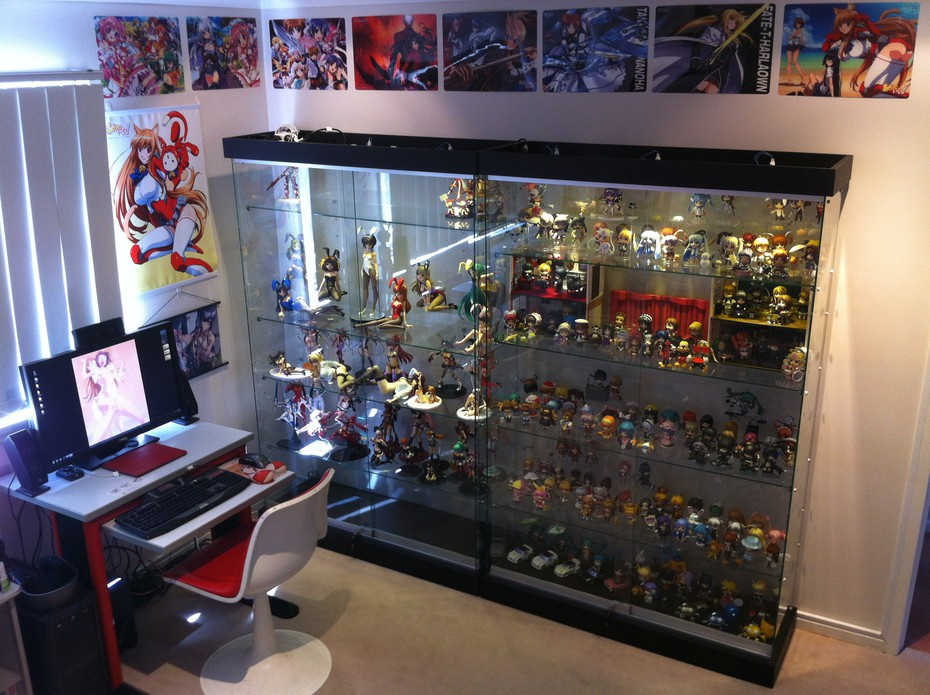
Egy otaku szobája többféle típusú animefigurákkal

### Méretarányos figura
A méretarányos figurák (scale figure) magas minőségű, részletgazdag gyűjtői darabok, ezért több száz és több ezer dollárba (több tízezer jen) is kerülhetnek. A figurák legyakrabban 1/8, 1/7, 1/6 és 1/4 méretarányban készülnek, de léteznek ezektől eltérő méretarányú, akár életnagyságú (1/1) figurák is. Általában minél nagyobb a méretarány, annál részletesebb és bonyolultabb a figura, de annál magasabb az ára is. A méretarányos figurákat kézzel festik, és általában csak egyszer adják ki, így a régebbi figurák rendkívül drágák és nehezen beszerezhetők. Egyes figurák opcionális vagy cast off (eltávolítható) alkatrészekkel rendelkeznek, ezek egy része NSFW figura (például levehető melltartó és bugyi).

### Nyereményfigura
A nyereményfigurák (prize figure) a tömeggyártott, géppel festett, alacsonyabb minőségű, nem méretarányos, de olcsóbb (néhány ezer jenes) figurák, amik általában karmos játékgépek (claw machine) nyereményeiként szerezhetőek meg, de külön meg is vásárolhatók.

#### Noodle stopper
A FuRyu egyedi nyereményfigurái a noodle stopperek (’tésztadugók’), amik célja, hogy az instant tészta-csészéket zárva tartsák főzés közben, megakadályozva, hogy a rámen túlforrjon. Ezek a figurák jellemzően kis méretűek, és gyakran népszerű anime, manga vagy videójátékok szereplőit ábrázolják. Gyakran rendkívül részletesek és aprólékosan festettek, s mivel többnyire limitált számban jelennek meg, a gyűjtők és az adott franchise rajongói számára értékesek lehetnek. Használat után polc vagy asztal szélére is kihelyezhetők dekoratív céllal.

### Pop Up Parade
A Pop Up Parade a Good Smile Company 17–18 cm magas (az „L” méret 22 cm körüli), statikus figurákból álló sorozata, mely elérhetőbb áron kínál a méretarányos figuráknál kisebb és kevésbé részletgazdag, de a nyereményfiguráknál kidolgozottabb figurákat.

### Figma
A Figma (フィグマ; Hepburn: Figuma) ABS-ből és PVC-ből készült csuklós akciófigurák sorozata, amit a Max Factory gyárt és a Good Smile Company forgalmaz. A terméksorozatot Vanatabe „Max” Makoto, professzionális modellező és a Max Factory vezérigazgatója, illetve Aszai Maszaki alkották meg a Revoltech vonallal szemben, a figurák ízületeknél történő mozgatására fókuszálva. A figurák magassága 13–16 cm körüli, a karakter magasságától függően változó. Mindegyik Figmához tartoznak különféle kiegészítők, például cserélhető arcok és kezek, valamint egyéb opcionális alkatrészek. A figurák megtartása csuklós állvánnyal történik.
Az első Figma-figura egy különleges kiadás volt Szuzumija Haruhi karakterével, amit SP001 termékkóddal, a 2008. január 31-én megjelent Szuzumija Haruhi no tomadoi PlayStation 2-játék limitált változatához adtak. Az első normál kiadású Figma Nagato Juki volt, szintén a Szuzumija Haruhi sorozatból, 2008 februárjában.

### Nendoroid

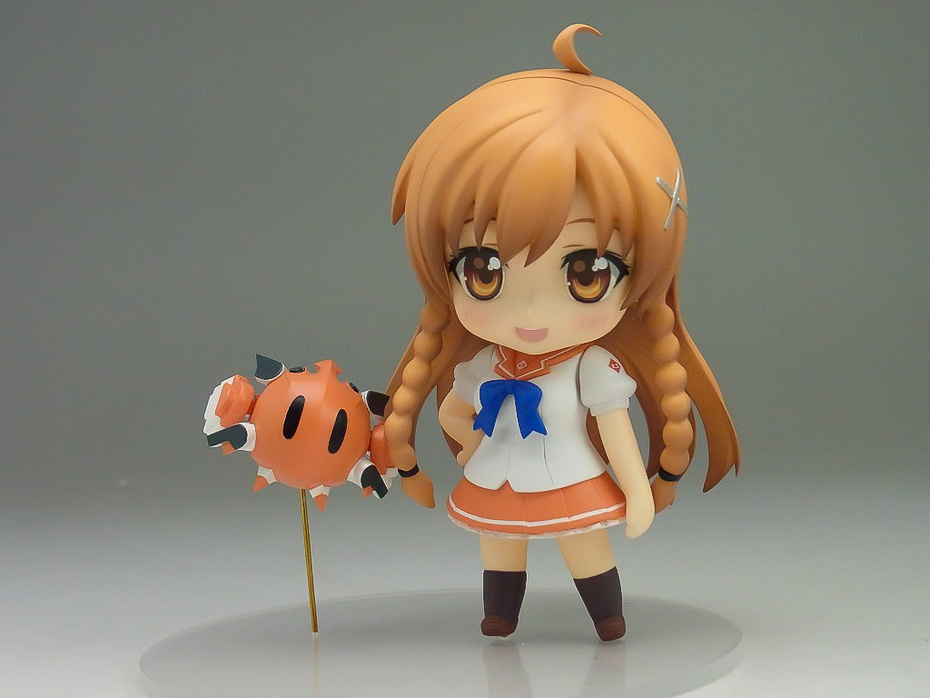
Szuenaga Mirai, a Culture Japan kabalája Nendoroid-figuraként

A Nendoroid-figurákat (ねんどろいど; Hepburn: Nendoroido) a Good Smile Company gyártja sorozatban 2006 óta. A figurák csibi stílusúak, nagy fejjel és kis testtel, és rendszerint 10 cm magasak. PVC-ből és ABS-ből készülnek. A figurák arca és végtagjai cserélhetők, így lehetőség van előre gyártott alkatrészekkel különböző arckifejezések és testhelyzetek beállítására. A figurákhoz opcionális kiegészítők is készülnek. A Nendoroid-sorozat figurái sorszámozottak, 2025-ig közel 3000 féle készült.

### Garage kit
A garage kitek (’garázskészlet’) összeszereletlen, engedély nélküli és festetlen műgyantafigurák, amelyeket a rajongók készítenek. 1984 óta Japánban, a csibai Wonder Festivalon a garage kitek készítői számára lehetővé teszik az „egynapi licenc” megszerzése után, hogy egy napig legálisan kiállítsák és eladják alkotásaikat. Bizonyos cégek, mint a Good Smile Company, ösztönzik alkalmazottaikat a saját garage kiteik elkészítésére, amiket díjaznak is.

### Resin kit
A resin kitek műgyantából készült figurák, melyek magas részletgazdagságukról és minőségükről ismertek, így drágábbak, mint a PVC figurák. A gyanta kényesebb anyag a PVC-nél, és helytelen kezelés esetén hajlamos a repedésre vagy törésre.

### Bootleg
Az bootleg vagy recast (japánul: pacsimon (パチモン; Hepburn: pachimon, ’hamisítvány’)) figurák illegális és engedély nélküli termékek, garage kitek vagy figurák rossz minőségű anyagokból készült hamisítványai. Előfordulhat, hogy a készítésükhöz használt anyagok mérgezőek vagy a minőségük gyorsan romlik. A gyártók és a közösségi oldalak, mint a MyFigureCollection, figyelemmel követik a hamisítványokat és segítik a gyűjtőket a felismerésükben.

## Felhasznált anyagok
A animefigurák készítéséhez leggyakrabban használt anyag a PVC, köszönhetően alakíthatóságának, tartósságának és megfizethetőségének. A PVC mellett gyakran használt anyag az ABS, amit szilárdsága és tartóssága miatt elsősorban a mozgatható figurák gyártásához használnak, különösen a csuklók körüli részeknél. Az ABS további előnye, hogy könnyű és könnyen formázható. Az ATBC-PVC egy animefigurákhoz gyakran használt PVC fajta, ami lágyabb és rugalmasabb, mint a hagyományos PVC. Mivel az ATBC-PVC idővel kevésbé sárgul, mint más PVC-k, így a gyűjtők előnyben részesítik az ebből az anyagból készült figurákat. A figurákhoz esetenként más anyagokat, például fémeket is használhatnak, egyes akciófigurák készülhetnek szilikonból, és csuklók helyett belső fémvázzal mozgathatók.